# Ted McKenna
Edward McKenna, mais conhecido por Ted McKenna (Lennoxtown, East Dunbartonshire, 10 de Março de 1950 – 19 de Janeiro de 2019), foi um baterista escocês, notório por seus trabalhos com as bandas/músicos The Sensational Alex Harvey Band, Rory Gallagher, The Michael Schenker Group e Ian Gillan.
Em 2015, foi agraciado com o prêmio European Blues Awards na categoria "Best Musician performance award".

## Falecimento
McKenna morreu no dia 19 de janeiro de 2019, aos 68 anos de idade, vitimado por uma inesperada hemorragia durante uma simples cirurgia de hérnia.

## Discografia
incompleta
- Tear Gas - Tear Gas (1971)
- The Sensational Alex Harvey Band - Framed (1972)
- The Sensational Alex Harvey Band - Next (1972)
- Dan McCafferty - Dan McCafferty (1975)
- Rory Gallagher - Photo-Finish (1978)
- Rory Gallagher - Stage Struck (1980)
- Greg Lake - Greg Lake (1981)
- The Michael Schenker Group - Assault Attack (1982)
- The Michael Schenker Group - Built To Destroy (1983)
- Ian Gillan - Live (1990)

## Prêmios e Indicações
| Ano  | Prêmio                | Categoria                   | Resultado | Ref   |
| ---- | --------------------- | --------------------------- | --------- | ----- |
| 2015 | European Blues Awards | "Best Musician performance" | Venceu    | [ 2 ] |